# A lyga 2009
Die A lyga 2009 war die 20. Spielzeit der höchsten litauischen Spielklasse im Fußball der Männer. Sie begann am 4. April 2009 und endete am 31. Oktober 2009. Ekranas Panevėžys konnte seinen errungenen Titel aus dem Vorjahr erfolgreich verteidigen.

## Vorfälle im Vorfeld der Saison
Die A Lyga wurde vor der Saison in ihren Grundfesten erschüttert, als der FBK Kaunas sowie Atlantas Klaipėda am 20. März 2009 auf einen Start in der neuen Saison verzichteten. Als Grund nannten die beiden Vereine Meinungsdifferenzen mit dem litauischen Fußballverband über die Art und Weise der Ligaführung. Bereits am 5. März wurde Žalgiris Vilnius aufgrund großer finanzieller Schwierigkeiten des Klubs die Startberechtigung für die höchste Spielklasse entzogen.
Aufgrund dessen trat der Vorsitzende der National Football Clubs' Association (NFKA),  Gintaras Ugianskis, von seinem Amt zurück. Außerdem wurde die Ligaorganisation in die Hände der LFF übergeben.
Aufgrund dieser Ausfälle wurden die Vereine der zweitklassigen 1 Lyga vor die Wahl gestellt, die Startplätze der drei „ausgeschiedenen“ Vereine einzunehmen. Interessierte Klubs hatten sich bis zum 26. März 2009 zu bewerben. Am 27. März gab die LFF schließlich die drei Ersatz-Teams bekannt: Banga Gargždai, LKKA ir Teledema Kaunas sowie Kruoja Pakruojis wurden für die erste Liga berufen. Zudem wurden der FBK Kaunas und Atlantas Klaipėda aufgrund „unmoralischen Benehmens sowie weiterer Unregelmäßigkeiten“ in die dritthöchste Spielklasse herabgestuft. Žalgiris Vilnius wurde hingegen eine Lizenz für die zweitklassige 1 Lyga erteilt.

## Vereine
| Verein             | Stadt       | Stadion                | Kapazität |
| ------------------ | ----------- | ---------------------- | --------- |
| Banga Gargždai     | Gargždai    | Gargždai Stadion       | 00.800    |
| Ekranas Panevėžys  | Panevėžys   | Aukštaitija-Stadion    | 04.000    |
| Kruoja Pakruojis   | Pakruojis   | Pakruojis city Stadion | 01.000    |
| LKKA ir Teledema   | Kaunas      | Kaunas LŽŪU Stadion    | 01.000    |
| Sūduva Marijampolė | Marijampolė | Sūduva-Stadion         | 06.260    |
| Šiauliai           | Šiauliai    | Savivaldybė-Stadion    | 02.430    |
| Tauras Tauragė     | Tauragė     | Vytauto Stadion        | 01.600    |
| Vėtra Vilnius      | Vilnius     | Vėtra-Stadion          | 05.300    |

## Abschlusstabelle
| Pl. | Verein                | Sp. | S  | U  | N  | Tore    | Diff. | Punkte |
| --- | --------------------- | --- | -- | -- | -- | ------- | ----- | ------ |
| 1.  | Ekranas Panevėžys (M) | 28  | 18 | 9  | 1  | 058:200 | +38   | 63     |
| 2.  | Vėtra Vilnius 1       | 28  | 16 | 9  | 3  | 055:220 | +33   | 57     |
| 3.  | Sūduva Marijampolė    | 28  | 14 | 11 | 3  | 055:220 | +33   | 53     |
| 4.  | Šiauliai 1            | 28  | 13 | 3  | 12 | 040:340 | +6    | 42     |
| 5.  | Tauras Tauragė (N) 1  | 28  | 10 | 8  | 10 | 026:220 | +4    | 38     |
| 6.  | Banga Gargždai (N)    | 28  | 7  | 6  | 15 | 025:490 | −24   | 27     |
| 7.  | LKKA ir Teledema (N)  | 28  | 4  | 3  | 21 | 019:630 | −44   | 15     |
| 8.  | Kruoja Pakruojis (N)  | 28  | 2  | 7  | 19 | 024:700 | −46   | 13     |

| (M) | amtierender litauischer Meister |
| (N) | Neuaufsteiger                   |

### Kreuztabelle
| Runden 1–14       | Runden 1–14   | Runden 1–14        | Runden 1–14 | Runden 1–14 | Runden 1–14    | Runden 1–14      | Runden 1–14      | 2009               | Runden 15–28      | Runden 15–28  | Runden 15–28       | Runden 15–28 | Runden 15–28 | Runden 15–28   | Runden 15–28     | Runden 15–28     |
| Ekranas Panevėžys | Vėtra Vilnius | Sūduva Marijampolė |             |             | Banga Gargždai | LKKA ir Teledema | Kruoja Pakruojis | Verein             | Ekranas Panevėžys | Vėtra Vilnius | Sūduva Marijampolė |              |              | Banga Gargždai | LKKA ir Teledema | Kruoja Pakruojis |
|                   | 2:3           | 2:2                | 2:0         | 2:1         | 1:0            | 3:0              | 4:0              | Ekranas Panevėžys  |                   | 1:1           | 4:2                | 2:0          | 1:0          | 5:1            | 3:0              | 3:0              |
| 0:0               |               | 0:0                | 2:1         | 1:0         | 2:2            | 3:1              | 6:1              | Vėtra Vilnius      | 1:2               |               | 2:0                | 5:2          | 2:1          | 2:0            | 4:1              | 3:0              |
| 1:1               | 1:1           |                    | 1:0         | 3:0         | 4:0            | 2:0              | 6:0              | Sūduva Marijampolė | 1:1               | 1:1           |                    | 5:1          | 0:0          | 1:1            | 4:2              | 3:1              |
| 0:1               | 2:1           | 0:1                |             | 1:0         | 4:0            | 0:1              | 2:1              | Šiauliai           | 0:3               | 1:0           | 1:1                |              | 2:0          | 3:0            | 1:1              | 0:0              |
| 0:1               | 1:1           | 0:2                | 1:0         |             | 0:0            | 1:0              | 2:0              | Tauras Tauragė     | 1:1               | 0:0           | 1:0                | 0:1          |              | 1:0            | 3:0              | 1:1              |
| 1:2               | 0:5           | 0:0                | 3:2         | 1:1         |                | 1:0              | 3:0              | Banga Gargždai     | 0:3               | 0:1           | 1:1                | 1:2          | 0:2          |                | 0:1              | 4:2              |
| 1:1               | 0:2           | 2:7                | 0:2         | 0:3         | 0:2            |                  | 3:2              | LKKA ir Teledema   | 0:3               | 0:1           | 0:4                | 1:4          | 0:1          | 1:2            |                  | 2:1              |
| 2:2               | 0:3           | 0:1                | 0:5         | 2:2         | 2:0            | 1:1              |                  | Kruoja Pakruojis   | 2:2               | 2:2           | 0:1                | 1:3          | 0:3          | 1:2            | 2:1              |                  |

## Torschützenliste
| Pl. | Name                     | Team               | Tore |
| --- | ------------------------ | ------------------ | ---- |
| 1.  | Valdas Trakys            | Ekranas Panevėžys  | 19   |
| 2.  | Tadas Kijanskas          | Vėtra Vilnius      | 11   |
| 2.  | Mantas Kuklys            | Šiauliai           | 11   |
| 2.  | Ričardas Beniušis        | Sūduva Marijampolė | 11   |
| 5.  | Egidijus Varnas          | Ekranas Panevėžys  | 10   |
| 6.  | Povilas Lukšys           | Sūduva Marijampolė | 09   |
| 6.  | Mindaugas Grigalevičius  | Vėtra Vilnius      | 09   |
| 8.  | Israel Awenayeri Douglas | Banga Gargždai     | 08   |
| 8.  | Igoris Morinas           | Kruoja Pakruojis   | 08   |
| 8.  | Andrius Urbšys           | Sūduva Marijampolė | 08   |